# Crête de Vychni Volotchiok
La crête de Vychni Volotchiok (en russe : Вышневолоцкая гряда, Vychnevolotskaïa griada) est une crête morainique de la partie orientale des collines de Valdaï. La crête s'étend sur 300 km, de Rjev, par Torjok, Vychni Volotchiok et Oudomlia à Pestovo. L'altitude va jusqu'à 200-230 mètres (hauteurs relatives jusqu'à 50 mètres). La région de la crête est riche en lacs.